# XHCAH-FM
XHCAH-FM è una stazione radio operante in Messico con sede nella città di Cacahoatán, nello Stato del Chiapas. Di proprietà dell'Instituto Mexicano de la Radio, XHCAH-FM trasmette sulla frequenza 89,1 FM programmi sia a contenuto musicale che informativo sotto il nome di "La Popular".

## Storia
XECAH-AM 1350 fu lanciata il 16 settembre, 1987. La posizione di XECAH era stata adeguatamente scelta: era infatti nata per essere un'alternativa messicana alle stazioni guatemalteche ed a Voice of America, resa disponibile nell'area grazie ad un suo ripetitore sito in Belize. La maggior parte della programmazione consisteva in programmi musicali, riguardanti soprattutto la musica di marimba locale, ma erano forniti anche programmi con messaggi di pubblico servizio. Alcuni di programmi di informazione di XECAH erano trasmessi in lingua mam con lo scopo di raggiungere le piccole comunità che potevano ricevere la 1350 AM.
All'inizio degli anni novanta, XECAH trasmetteva una grande varietà di musica, avendo aggiunto alla musica di marimba vari generi come pop, rock, ranchera e bolero. In programmazione c'erano anche programmi di informazione e cultura come En Confianza, rivolto ad un pubblico femminile, Viva México, riguardante storia e costumi del Messico e del Chiapas customs and history, nonché il notiziario nazionale SNN da Città del Messico. A partire dal 1994, XECAH trasmette 20 ore al giorno con una potenza di 5 kW.
Nel 2005, XECAH era spesso l'unico mezzo di comunicazione con le comunità devastate all'uragano Stan, indispensabile per fornire istruzioni di emergenza ed informazioni di salute pubblica o di percorribilità delle strade.
I recenti anni 2000 hanno visto la modernizzazione dal punto di vista tecnologico della stazione radio ed un avvicinarsi del contenuto dei programmi a generi sempre più regionali, inclusi la marimba. Nel 2012, XHCAH-FM 89,1 fu creata come parte della campagna di migrazione AM-FM in cui le stazioni radio messicane sono tuttora coinvolte. XHCAH trasmette in HD Radio:

## Programmazione HD
- HD2 è un simulcast di XEB-AM.
- HD3 è un simulcast di XEQK-AM.[2]